# بكرخاني

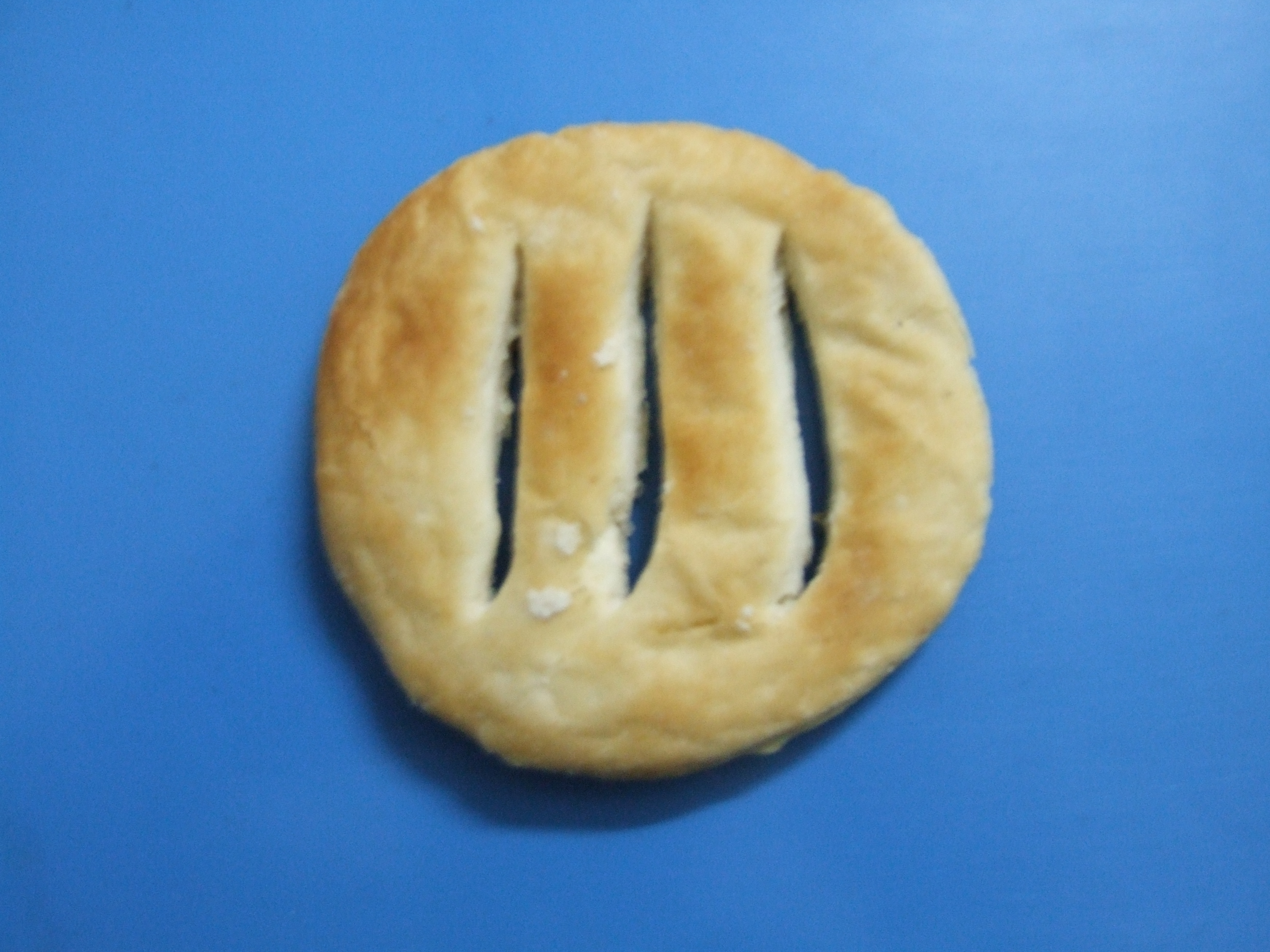
قطعة بكرخاني

بكرخاني والمعروف بفطيرة بكرخاني هو خبز مسطح سميك، ويعد أحد مكونات المطبخ البنغلادشي والذي يتم تناوله في جميع أنحاء شبه القارة الهندية. وتاريخياً انتقل هذا النوع من الخبز مغولي الأصل من آسيا الوسطى وصولا إلى بنغلادش خلال فترة الامبراطورية المغولية. ويقدم البكرخاني في المناسبات الإسلامية وهو اليوم معروف كأحد أنواع المخبوزات الحلوة.
يشبه البكرخاني البسكويت في قوامه، ويكون سطحه صلباً نسبياً. المكونات الرئيسية للبكرخاني هي الطحين والسميد والسكر والدبس المنقوع بالزعفران وحبة البركة والملح والزبدة البقرية. وهي جزء من المطبخ البنغلادشي ومطبخ أوده والمطبخ الكشميري والمطبخ المغولي والمطبخ الباكستاني.

## التاريخ

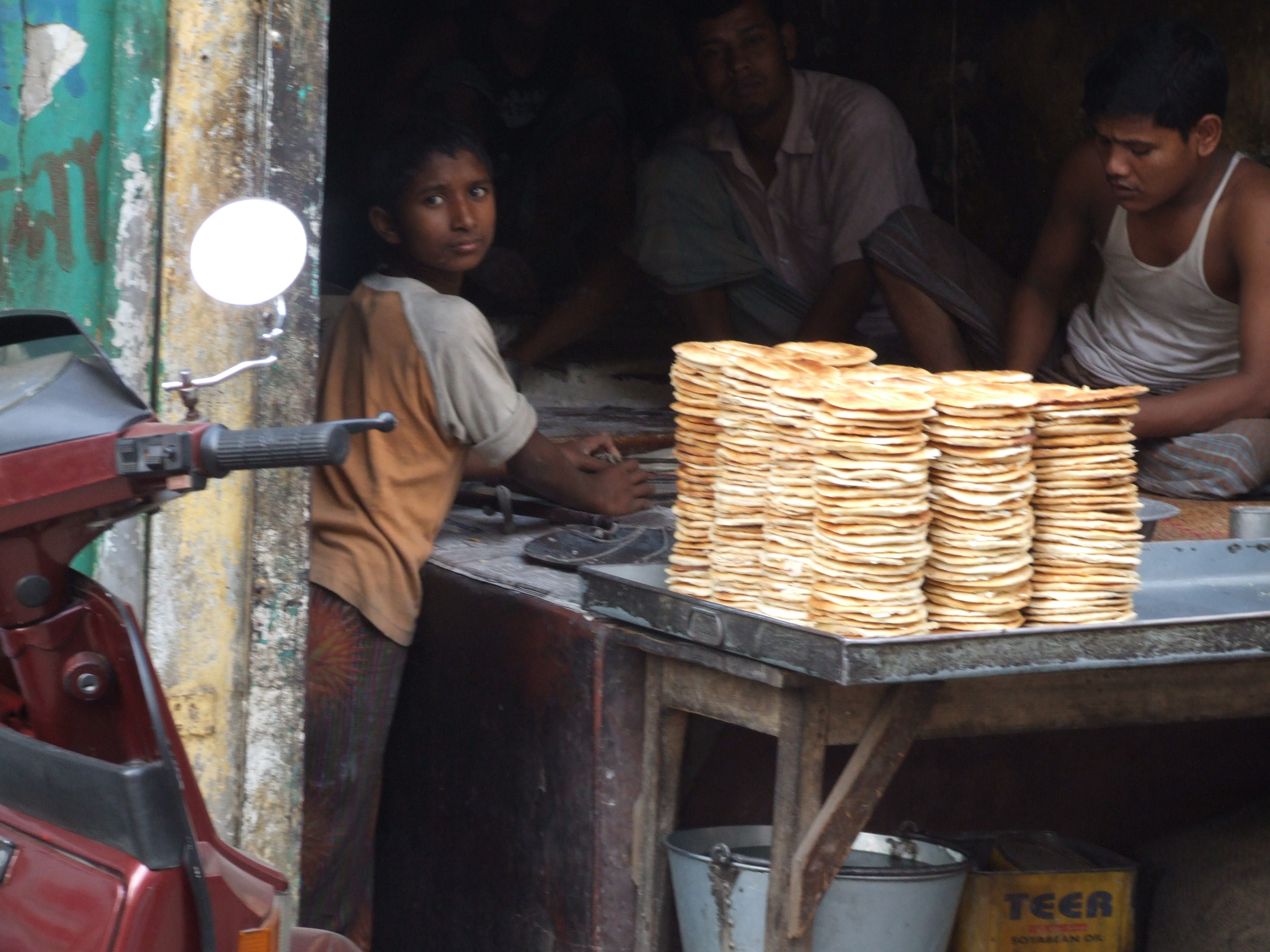
محل بكرخاني في دكا القديمة

تنسب إحدى الأساطير تسمية هذا النوع من الخبز إلى آغا بكر خان الابن المُتبنى لنواب البنغال مرشد قلي خان. وفقاً للأسطورة فإن بكر خان وهو القائد في شيتاغونغ التابع لنواب البنغال سراج الدولة وقع في حب راقصة تدعى خاني بيغوم والتي أُعجب بها أيضاً جوينال خان قائد شرطة المدينة وابن وزير والذي كانت تواجهه بالرفض والصد فأخذ بمضايقتها.
دافع بكر خان عن خاني وتمكن من التغلب على جوينال في مبارزة، فقام أتباع جوينال بإبلاغ والده الوزير بأن بكر خان قد قَتل ولده. وفي نوبة غضب أمرهم الوزير بوضع بكرخان داخل قفص بمفرده مع نمر، لكن بكر تمكن من قتل النمر، وفي هذا الوقت تبين كذب الادعاء بمقتل جوينال خان. فقام الوزير جهاندار خان وابنه جوينال باختطاف الراقصة خاني وسافروا إلى جنوب البنغال، وسرعان ما لحق بهم بكر خان لإنقاذ حبيبته وبدأ القتال بينهم. وفي هذه الاثناء احتدم قتال بين زعماء المنطقة وفيه قتل جهاندار جوينال بالخطأ، بعد أن قتل جوينال الراقصة خاني من دون قصد. تم دفن خاني فيما بعد في باكلا جاندرادويب في (باتوخالي-باريسال). بنى بكر خان ضريحاً فوق قبرها وسميت باكلا جاندرادويب فيما بعد بـ (بكرغانج).
قصة الحب المأساوية بين بكر خان وخاني ألهمت الخبازين لتسمية الخبز المفضل لديه بـ (بكرخاني). أُفتتح أول محل بكرخاني في مدينة دكا بالقرب من حصن لالباغ.
أصبحت بكرغانج لاحقاً محوراً لاستقطاب التجار من كل أجزاء شبه القارة الهندية بل وأبعد من ذلك وصولاً إلى الشرق الاوسط وأرمينيا، وخلال التجارة والسفر أصبح خبز بكرخاني شائعاً خارج البنغال في أماكن مثل كشمير وبيهار ولكنو وحيدر آباد.
وهناك مزاعم بأن أصل البكرخاني يعود إلى سيلهيت على الرغم من أن الاغلبية يعتبرونها جزءاً من التراث الأصيل لمدينة دكا.

## التحضير

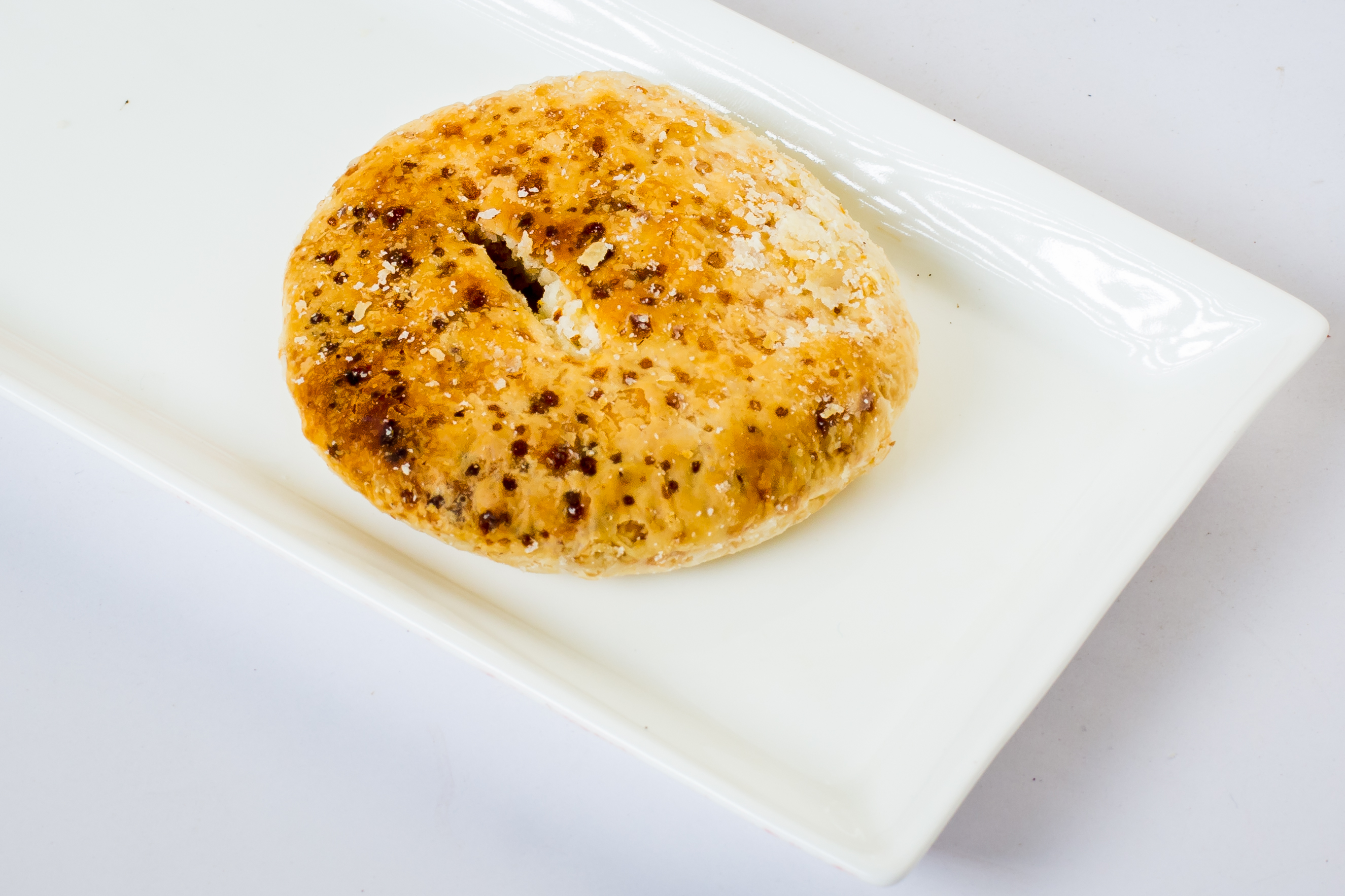
طبق بكرخاني

يتم تحضير البكرخاني بعجن الطحين والزبدة وفي بعض الأحيان يضاف الهال والسكر والملح مع الماء. ثم يتم تسطيح العجينة. يصنع خبز البكرخاني عن طريق مَد قطعة من العجين وترقيقها لعدة مرات مع الزبدة والدبس والزعفران وحبة البركة قبل أن تُخبز في التنور أو المقلاة.

## الأنواع
يُعرف البكرخاني كذلك بـ (شوخا نان) وتعني الخبز الجاف بسبب قوامها الجاف.

### البكرخاني الكشميري

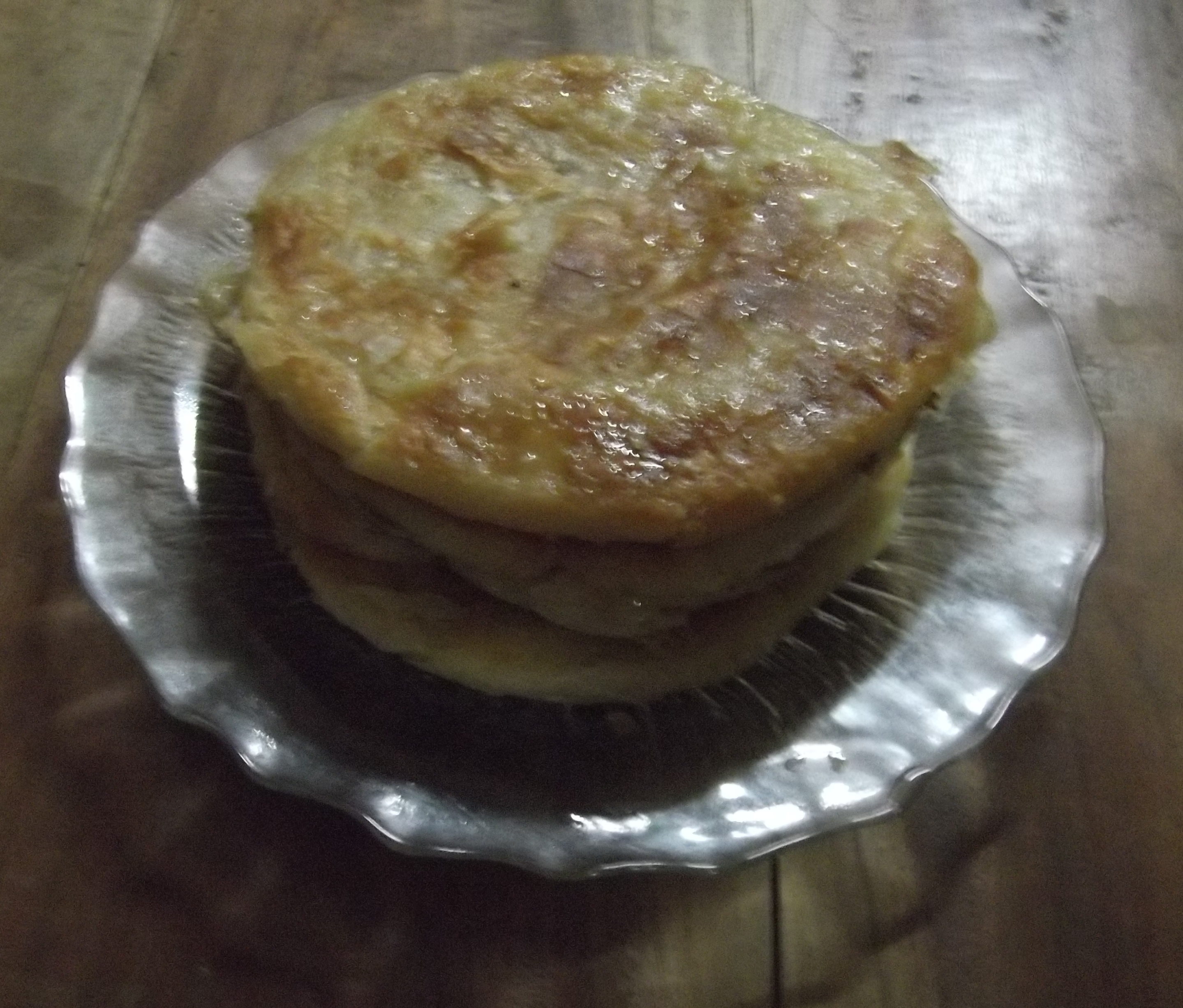
بكرخاني حلو في شيتاغونغ

البكرخاني الكشميري هو أكثر أنواع البكرخاني رقة، يشبه في المظهر خبز نان المدور لكنه هش وذو طبقات، ويُرش على سطحه السمسم،  وعادةً ما يُقدم ساخناً أثناء الالإطار وأيضاً مع الشاي عند الظهيرة.

## في الأدب
ذُكر البكرخاني في قصيدة بنغالية للمطرب وكاتب الاغاني براتول موخوبادياي.

## وصلات خارجية
- إعداد البكرخاني في دكا بنغلادش